# 李海河
李海河（?年—），中国国家级足球裁判，就职于北京理工大学。2012年起主吹中超联赛，之前曾主吹中甲联赛。2012年他执法了五场中超联赛的比赛。其中，2012年中超联赛第11轮辽宁宏运主场对天津泰达的比赛临近结束时判给主队一粒点球，致使天津泰达队本来到手的平局变成了输球，天津泰达主教练约西普·库泽为此大声质问李海河，并向李海河挥舞钞票，喊道“你不是想要钱吗？我可以给你！”事后库泽被中国足协禁赛七场并处以罚款。不过，另外四场比赛没有误判报道。
2010年中国足球甲级联赛广州恒大也对李海河的判罚表示过不满，曾经向中国足协申诉。李海河为此被足协禁赛三场。还有媒体报道评论称，李海河身为北京理工大学的教师，却执法北京理工大学参赛的中甲联赛，或许有失公允。甚至在2008年中国足球甲级联赛中，李海河担任北京理工大学足球俱乐部助理教练，同时作为助理裁判参与执法了一些中甲比赛。